# Torneo de las Cinco Naciones 1983
El Torneo de las Cinco Naciones de 1983 fue la 89° edición del principal Torneo del hemisferio norte de rugby.
El torneo fue compartido entre Francia e Irlanda.

## Clasificación
| Lugar | Selección  | Partidos | Partidos | Partidos  | Partidos | Puntos  | Puntos    | Puntos | Tabla de puntos |
| Lugar | Selección  | Jugados  | Ganados  | Empatados | Perdidos | A favor | En contra | dif.   | Tabla de puntos |
| ----- | ---------- | -------- | -------- | --------- | -------- | ------- | --------- | ------ | --------------- |
| 1     | Francia    | 4        | 3        | 0         | 1        | 70      | 61        | +9     | 6               |
| 1     | Irlanda    | 4        | 3        | 0         | 1        | 71      | 67        | +4     | 6               |
| 3     | Gales      | 4        | 2        | 1         | 1        | 64      | 53        | +11    | 5               |
| 4     | Escocia    | 4        | 1        | 0         | 3        | 65      | 65        | 0      | 2               |
| 5     | Inglaterra | 4        | 0        | 1         | 3        | 55      | 79        | −24    | 1               |

## Resultados
| 15 de enero | Inglaterra | 15 - 19 | Francia | Twickenham Stadium, Londres |  |

| 15 de enero | Escocia | 13 - 15 | Irlanda | Estadio Murrayfield, Edimburgo |  |

| 5 de febrero | Francia | 19 - 15 | Escocia | Parc des Princes, París |  |

| 5 de febrero | Gales | 13 - 13 | Inglaterra | Cardiff Arms Park, Cardiff |  |

| 19 de febrero | Escocia | 15 - 19 | Gales | Estadio Murrayfield, Edimburgo |  |

| 19 de febrero | Irlanda | 22 - 16 | Francia | Lansdowne Road, Dublín |  |

| 5 de marzo | Inglaterra | 12 - 22 | Escocia | Twickenham Stadium, Londres |  |

| 5 de marzo | Gales | 23 - 9 | Irlanda | Cardiff Arms Park, Cardiff |  |

| 19 de marzo | Irlanda | 25 - 15 | Inglaterra | Lansdowne Road, Dublín |  |

| 19 de marzo | Francia | 16 - 9 | Gales | Parc des Princes, París |  |

## Premios especiales
- Copa Calcuta:  Escocia